# Andreas Canitz
Andreas Canitz, auch Andreas Kanitz († vor 1471) war in den Jahren 1457, 1461 und 1465 Görlitzer Bürgermeister.

## Biographisches
Canitz wurde einerseits zwar als reich erwähnt, andererseits musste er aber offenbar die Schulden seines Vaters begleichen, denn nachdem dieser 1446 verstorben war, verkaufte er das ererbte Gut Hennersdorf im Jahr 1449 zu diesem Zweck. Deutsch Ossig hingegen konnte er behalten. Als seine finanziellen Verhältnisse wieder besser wurden, erwarb er Oberhalbendorf (bei Schönberg).
Im Oktober 1462 befand er sich mit Johannes Bereit in Prag bei König Podiebrad und bestätigte danach in einem Schreiben dessen außerordentliche Toleranz gegenüber Katholiken bzw. deren Kult.

## Familie
Die Vermutung, dass Andreas Canitz dem Adelsgeschlecht Kanitz entstamme, wurde diskutiert, ist aber weder bewiesen noch widerlegt. Canitz war Sohn des mehrmaligen Bürgermeisters Georg Canitz († 1446) und Enkel des Bürgermeisters Bernhard Canitz. Er war verheiratet mit Anna Emmerich aus reicher und einflussreicher Familie. Auch Andreas Schwester und seine Tochter heirateten innerpolitisch und zwar seine Schwester Ursula den Ratsherren Peter Frenzel und seine Tochter Barbara im Jahr 1463 Johannes Frauenburg. Letzterer hatte seinem Schwiegervater Andreas zunächst bezüglich seines neuen Wohnhauses in der heutigen Brüderstraße 11 und wohl auch in politischer Hinsicht einiges zu verdanken. Die Verschwägerung der Emmerichs mit Frauenburg ist insofern von Bedeutung, da Frauenburg in der Görlitzer Pulververschwörung Partei für den letztlich siegreichen Georg Emmerich ergreifen wird. In zweiter Ehe heiratete Barbara Anton Eschlauer, dessen Familie mit den Emmerichs ein weiteres Mal verschwägert gewesen ist. Weitere Kinder von Andreas Canitz waren Anna (verh. Voigt), Caspar, Georg, Bernhard, Alexius und Bartholomäus Letzterer wurde Cölestiner Ordensbruder im Kloster Oydin.